# Marc Jacobs (auteur)

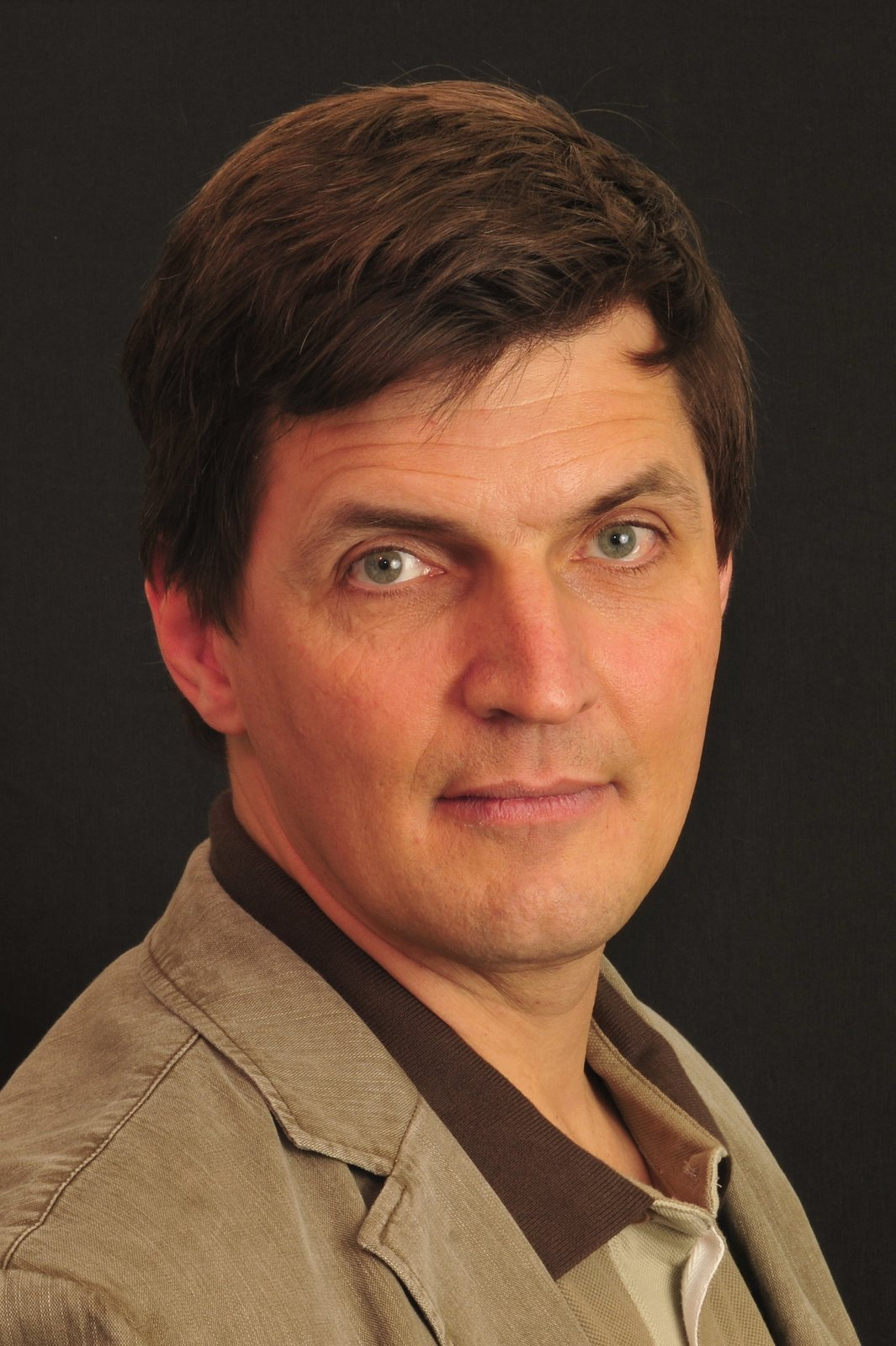
Marc Jacobs (2009)

Marcus Anthonius (Marc) Jacobs (Arnhem, 8 juli 1965) is een Nederlandse schrijver van misdaadromans en  oud-politiecommissaris.

## Biografie
Samen met Marike Vreeker schrijft Jacobs politiethrillers. In zijn boeken staat het rechercheteam Erik van Houten en Sigrid de Wilde centraal. Daarbij put Jacobs uit zijn ervaring als politiefunctionaris.
Marc Jacobs komt uit een gezin met twee kinderen en bracht zijn jeugd grotendeels door in Amsterdam. In 1983 studeerde hij cum laude af aan de Sociale Academie in de studierichting Maatschappelijk Werk. Hij werd hulpverlener in Gouda, maar ging na drie jaar terug naar de collegebanken voor de studie Sociologie aan de Universiteit Utrecht. In 1988 studeerde hij af, waarna hij onderzoeks- en onderwijsassistent werd. Vijf jaar later promoveerde hij binnen de studierichting Criminologie. 
Jacobs adviseerde over criminaliteitspreventie en –beheersing en stond in 1998 als hoofd van het door hem opgerichte programmabureau ABRIO voor de taak om de politie en het Openbaar Ministerie landelijk beter te doen samenwerken, onder andere op het gebied van opsporingsmethoden. Inderdaad wordt er in Nederland nog steeds volgens de ABRIO-standaarden gewerkt. Om ook echt aan politiewerk deel te nemen, werd hij agent bij een politiekorps in het midden van het land. In 2004 kwam hij naar Friesland, waar hij tot 2008 commissaris van Leeuwarden was.
Met het schrijven van thrillers geeft Jacobs sindsdien invulling aan een lang gekoesterde wens. Daarnaast was en is hij wekelijks te horen als expert op het gebied van veiligheidskwesties is het Radio 5-programma Dichtbij Nederland. Met ingang van februari 2012 is Marc Jacobs docent Integrale Veiligheidskunde aan de Thorbecke Academie in Leeuwarden. Jacobs is getrouwd met wethouder Isabelle Diks en woont al enige jaren in het historische centrum van Leeuwarden.